# Araçatuba
Araçatuba – miasto i gmina w Brazylii, w stanie São Paulo. Znajduje się w mezoregionie Araçatuba i mikroregionie Araçatuba.
W mieście rozwinął się przemysł spożywczy. Jest ośrodkiem handlowym.
W mieście ma siedzibę klub piłkarski Associação Esportiva Araçatuba.